# Сапсангоярви
Сапсангоярви — озеро на территории Поросозерского сельского поселения Суоярвского района Республики Карелия.

## Общие сведения
Площадь озера — 1,1 км². Располагается на высоте 189,4 метров над уровнем моря.
Форма озера лопастная, продолговатая, вытянутая с запада на восток. Берега большей частью заболоченные.
С юго-запада, запада, севера и северо-востока в озеро втекают пять ручьёв без названия, берущие начало и болот.
С южной стороны в озеро вытекает река Сапсанга, воды которой, впадая в озеро Лубоярви, через систему рек и озёр попадают в Суну.
В озере расположены несколько небольших островов без названия, количество которых зависит от уровня воды.
Код водного объекта в государственном водном реестре — 01040100211102000017616.